# Gonomyia skusei
Gonomyia skusei är en tvåvingeart som beskrevs av Alexander 1919. Gonomyia skusei ingår i släktet Gonomyia och familjen småharkrankar. Inga underarter finns listade i Catalogue of Life.